# 乔·萨维卡塔克
乔·萨维卡塔克（英語：Joe Savikataaq，1960年—）是一位加拿大政治人物，现任努納武特地区立法会議員，曾担任第5任努納武特地區行政长官。

## 從政之路
萨维卡塔克于2013年努纳武特地区大选中当选为地区立法会议员，代表南亚怀亚特。
从政期间萨维卡塔克先后担任多个地区政府职务；包括努纳武特地区副行政长官，地区经济发展和交通厅厅长、社区和政府服务厅厅长，以及环境厅厅长。
他与2018年6月14日被努纳武特地区立法会任命为地区行政长官，替代因不信任案而被免职的前任地区行政长官保羅·庫薩。
萨维卡塔克在2021年地区大选中，因其为所在选区南亚怀亚特的唯一参选人士而自动当选第6届努纳武特地区立法会议员。
其在第6届地区立法会于11月17日举行的任命新一届地区政府组成人选的第一次特别会议中败给37岁的P.J. 阿奇高克，连任地区行政长官失败。

## 个人生活
在从政之前，萨维卡塔克曾从事环境保护员的工作近30年。他也是潜水员和小型飞机驾驶员。
他的儿子小萨维卡塔克，于2020年3月担任亚怀亚特自治体负责人。